# Christopher Tolkien
Christopher John Reuel Tolkien, írói nevén: C. R. Tolkien, Christopher Tolkien (Leeds, Anglia, 1924. november 21. – Draguignan, 2020. január 16.) angol akadémikus, egyetemi oktató, író, fordító, szerkesztő és kiadó, a fantasy atyjának tartott J. R. R. Tolkien legfiatalabb fia. Elsősorban apja hagyatékának rendszerezőjeként, szerkesztőjeként és kiadójaként ismert.
Csak apja műveihez, leveleihez és fordításaihoz kapcsolódóan 25 könyvet adott ki. Ismertebb szerkesztései közé tartozik a Szilmarilok, a Befejezetlen regék Númenorról és Középföldéről, a Húrin gyermekei, a 12+1 kötetes Középfölde históriája, a Beren és Lúthien, valamint az utolsóként, 2018-ban kiadott Gondolin bukása. Emellett ő készítette a Gyűrűk Ura eredeti térképeit, amelyeket „C. J. R. T.” szignóval jegyzett, noha a John keresztnevét többnyire nem használta.
Munkásságának jelentősége a világirodalomban túlmutat a fantasy műfaján, hiszen apja óriási hagyatékát kezelve nem csupán szerkesztőmunkát végzett, hanem apja szerzőtársává vált és jelentős mértékben hozzájárult a fantasy műfajának további fejlődéséhez.

## Élete
Christopher Tolkien Angliában, Leedsben született, szülei harmadik gyermekeként. Az oxfordi Dragon Schoolban, majd az Oratory Schoolban végezte tanulmányait. A második világháború idején pilótaként szolgált a Brit Királyi Légierőnél, ezt követően angol nyelvet és irodalmat tanult az Oxfordi Egyetemen.
Régtől fogva apja műveinek kritikus közönségébe tartozott: először gyerekként hallgatta Zsákos Bilbó történeteit, kamaszként és felnőttként számos visszajelzéssel segítette A Gyűrűk Ura keletkezését, írásának tizenöt esztendeje alatt. Az ő feladata volt, hogy apjának a Középföldéről készült, sokszor önellentmondásos térképeit kijavítsa, újrarajzolja és kiadható formába szerkessze.
Később apja nyomdokaiba lépett, és 1964-től 1975-ig angoltanárként működött az oxfordi New College-ban.
A 2000-es évektől némileg ráirányult a figyelem, mert élesen szembefordult A Gyűrűk Ura Peter Jackson által készített filmadaptációjával, mondván, hogy apja munkája nem alkalmas a megfilmesítésre.
Christopher Tolkien élete végén Franciaországban élt második feleségével, Baillie Tolkiennel, aki J. R. R. Tolkien The Father Christmas Letters (A Mikulás levelei) című, posztumusz megjelent könyvét gondozta. Két gyermekük Adam és Rachel.

## Munkássága
J. R. R. Tolkien után rengeteg, Középfölde mitológiájával kapcsolatos, kiadatlan anyag maradt. Noha eredetileg úgy tervezte, hogy A szilmarilokat A Gyűrűk Urával együtt fogja kiadni, és egyes részeivel már el is készült, 1973-ban bekövetkezett halála miatt a munka befejezetlen maradt.
Apja halála után Christopher Tolkien nekiállt, hogy apja irdatlan hagyatékát rendszerezze. A jegyzetek jelentős része kézírással készült, füzetekbe, papírfecnikre, némelyik fél évszázaddal korábban. Gyakori volt, hogy az egyetlen megmaradt vázlatnak az eleje és a vége különböző időkben készült, és a szereplők neve rendre különbözött a kéziratok elején és végén. Ennek a hatalmas feladványcsomagnak a dekódolása fáradságos munka volt, és valószínűleg kizárólag olyasvalaki volt erre alkalmas, aki személyesen ismerte J. R. R. Tolkient, és végigasszisztálta történetei megszületését. Christopher Tolkien elismerte, hogy olykor kénytelen volt találgatásokba bocsátkozni, valójában mi is volt apja szándéka.
Guy Gavriel Kay-jel való közös munkája eredményeként végül sikerült összeállítania A szilmarilokat, amely 1977-ben, négy évvel szerzője halála után látott napvilágot. A szilmarilok körül tüzes viták folynak, hiszen végső formáján Christopher Tolkien sokat alakított, hogy belesimuljon a Középfölde-kánonba. 1980-ban megjelent az Befejezetlen regék Númenorról és Középföldéről (Unfinished Tales, magyarul A Gyűrű keresése címmel is megjelent), ezt követte a The History of Middle-earth tizenkét kötete 1983 és 1996 között.
2006 szeptemberében Christopher Tolkien bejelentette, hogy elkészült egy új könyvvel, a Húrin gyermekeivel, amely apja hátrahagyott jegyzetein alapul. A mű, amelyen harminc éven keresztül dolgozott, 2007 tavaszán jelent meg angolul, majd 2008-ban magyarul is.

## Művei

### Apja kiadatlan műveinek, írásainak szerkesztőjeként
- J. R. R. Tolkien: A szilmarilok, 1977 (magyar megjelenés: 1991)
- J. R. R. Tolkien (ford.): Sir Gawain és a Zöld Lovag, 1978
- J. R. R. Tolkien: Pictures by J.R.R. Tolkien, 1979
- J. R. R. Tolkien: Befejezetlen regék Númenorról és Középföldéről (A Gyűrű keresése), 1980 (magyar megjelenés: 1995)
- J. R. R. Tolkien: Szörnyek és ítészek, 1983 (magyar megjelenés: 2006)
- J. R. R. Tolkien: Középfölde históriája, 1983–2002 (magyar megjelenés: 1996–2022), 12 kötet + index

1. Az elveszett mesék könyve I, 1983 (magyar megjelenés: 1996)
2. Az elveszett mesék könyve II, 1984 (magyar megjelenés: 1996)
3. Beleriand dalai, 1985 (magyar megjelenés: 2018)
4. Középfölde formálása, 1986 (magyar megjelenés: 2019)
5. Az Elveszett Út és más írások, 1987 magyar megjelenés: 2020)
6. A homály visszatér, 1988 (magyar megjelenés: 2020)
7. Vasudvard árulása, 1989 (magyar megjelenés: 2020)
8. A Gyűrűháború, 1990 (magyar megjelenés: 2020)
9. Sauron veresége, 1992 (magyar megjelenés: 2020)
10. Morgoth gyűrűje,1993 (magyar megjelenés: 2021)
11. Az Ékkőháború, 1994 (magyar megjelenés: 2021)
12. Középfölde népei, 1996 (magyar megjelenés: 2022)
13. Középfölde históriája: Index, 2002

- J. R. R. Tolkien: Húrin gyermekei, 2007 (magyar megjelenés: 2008)
- J. R. R. Tolkien: The Legend of Sigurd and Gudrún, 2009
- J. R. R. Tolkien: The Fall of Arthur, 2013
- J. R. R. Tolkien (ford.): Beowulf, 2014 (magyar megjelenés: 2014)
- J. R. R. Tolkien: Beren és Lúthien, 2017 (magyar megjelenés: 2018)
- J. R. R. Tolkien: Gondolin bukása, 2018 (magyar megjelenés: 2019)

### Egyéb szerkesztései
- Geoffrey Chaucer: The Nun's Priest's Tale, 1958
- Goffrey Chaucher: The Pardoner's Tale, 1959
- Goffrey Chaucher: The Man of Law's Tale, 1969
- Humphrey Carpenter: The Letters of J. R. R. Tolkien, 1981

### Szerzőként vagy fordítóként
- The Battle of the Goths and the Huns, 1953–1957 (PDF)
- The Saga of King Heidrek the Wise, 1960, izlandiból (Hervarar saga ok Heiðreks) ford. (PDF)

## Fordítás
- Ez a szócikk részben vagy egészben a Christopher Tolkien című angol Wikipédia-szócikk ezen változatának fordításán alapul.  Az eredeti cikk szerkesztőit annak laptörténete sorolja fel. Ez a jelzés csupán a megfogalmazás eredetét és a szerzői jogokat jelzi, nem szolgál a cikkben szereplő információk forrásmegjelöléseként.